# GOLDEN☆BEST 奥村チヨ
『GOLDEN☆BEST 奥村チヨ』（ゴールデン☆ベスト おくむらちよ）は、奥村チヨのベスト・アルバム。2002年11月20日発売。発売元は東芝EMI（現ユニバーサルミュージック）。規格品番：TOCT-10878。

## 解説
各レコード会社から発売されているゴールデン☆ベストシリーズの初期に発売されたうちの1枚。初CD化楽曲を含む。アダルトな雰囲気溢れる楽曲と歌唱が特徴的。
唯一無二の色気を放つさまは時を経ても支持されており、
1994年3月23日（再発：2005年4月20日）にはサブカルチャー界の第一人者であるみうらじゅんが監修した企画盤『CHIYO! コケティッシュ爆弾』も発売されている。
『NHK紅白歌合戦』には通算3回出演したが、『第21回NHK紅白歌合戦』で披露された「嘘でもいいから」は未収録。

## 収録曲
1. ごめんネジロー [3:31]
2. 恋泥棒 [3:10]
  - 『第20回NHK紅白歌合戦』歌唱曲。その第20回が放送された1969年は「恋の奴隷」もヒットしたが、「奴隷」という言葉が相応しくないため「恋泥棒」になった、と云われている。司会者の伊東ゆかりからは、「あなた好みの奥村チヨさん、」と、「恋の奴隷」の歌詞を交えて紹介された。
3. 恋の奴隷 [2:55]
  - 1990年代中頃、コーセーのコマーシャルで香西かおりが歌うバージョンが使用され、リバイバルした。NHKにて放送される夏の恒例音楽番組『思い出のメロディー』で歌われることが多い。
4. 恋狂い [3:10]
5. 終着駅 [3:15]
  - 『第23回NHK紅白歌合戦』歌唱曲
6. 涙いろの恋 [3:01]
7. 走馬燈 [2:59]
8. 一人ぼっちで [2:52]
9. 陽のあたる場所 [3:04]
10. あなたがいなくても [3:06]
11. 云えなかったの [2:53]
12. 私の胸をノックして [2:56]
13. 私を愛して （Car tu t'en Vas） [2:30]
14. 中途半端はやめて [3:34]
15. 愛してるから [3:12]
16. くやしいけれど幸せよ [3:14]
17. 北国の青い空 [3:36]
18. 青い月夜 [2:59]
19. 燃える瞳 [3:03]
20. 窓 [3:07]

## 関連人物
- 浜圭介